# Leipzig-huset

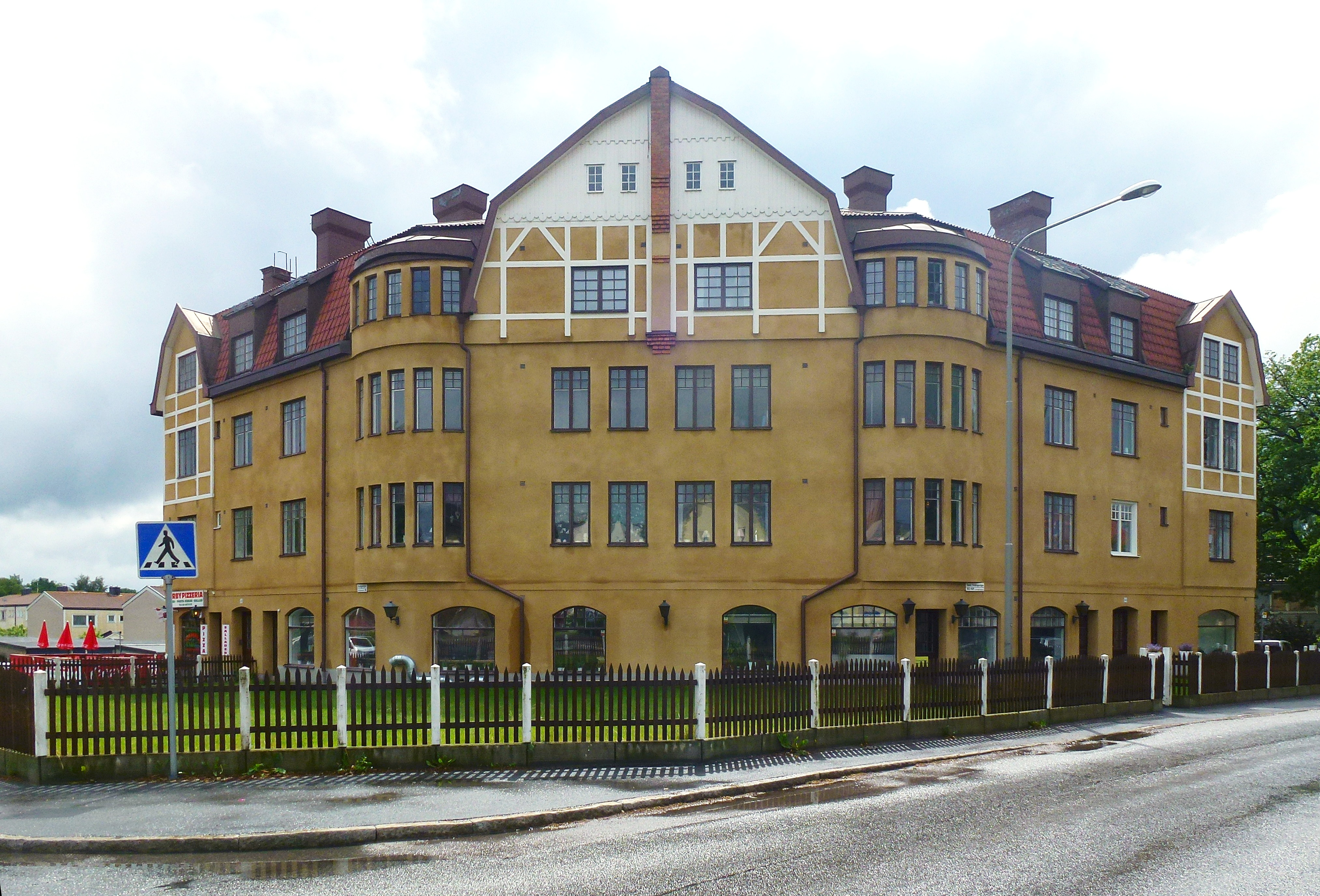
Leipzighuset, juni 2015.

Leipzig-huset eller Leipzighuset är ett flerbostadshus som ligger vid  hörnet Turingevägen/Gamla Huddingevägen i Örby i södra Stockholm. 

## Historik

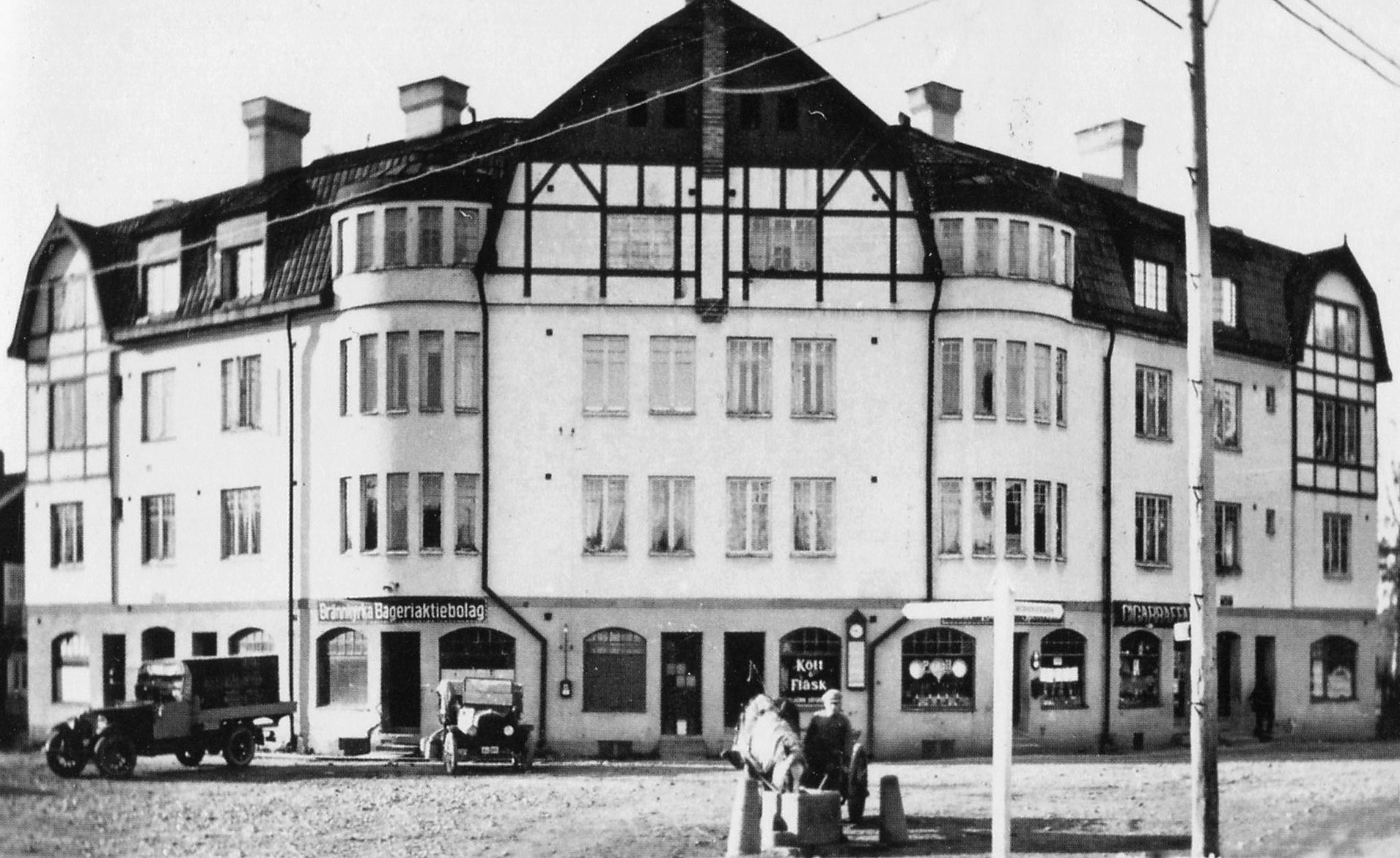
Leipzighuset omkring 1925.

Leipzig-huset uppfördes i början på 1900-talet, och är ett flerfamiljshus i fyra våningar. "Leipzig" var namnet på kvarteret mellan 1913 och 1932, därav beteckningen "Leipzig-huset". Idag heter kvarteret "Hastighetsmätaren". Huset hade ursprungligen affärslokaler i bottenvåningen. På 1920-talet fanns här bland annat Brännkyrka Bageriaktiebolag, en butik för Kött & Fisk, ett Café och en affär för Cigarrer och Tobak. På 1930-talet placerades en telefonkiosk utanför huset.
Omgivningen var tänkt att kompletteras med flera byggnader till en hel torgmiljö, som kallades Leipzigtorget. Leipzig-husets arkitektur avviker från Örbys övriga byggnader och är inspirerad av tysk storstadsarkitektur från sekelskiftet 1900. Huset med sin ovanliga korsvirkesfasad i jugendstil är ett av de få stadsmässiga hus som byggdes i Örby. 

## Bilder

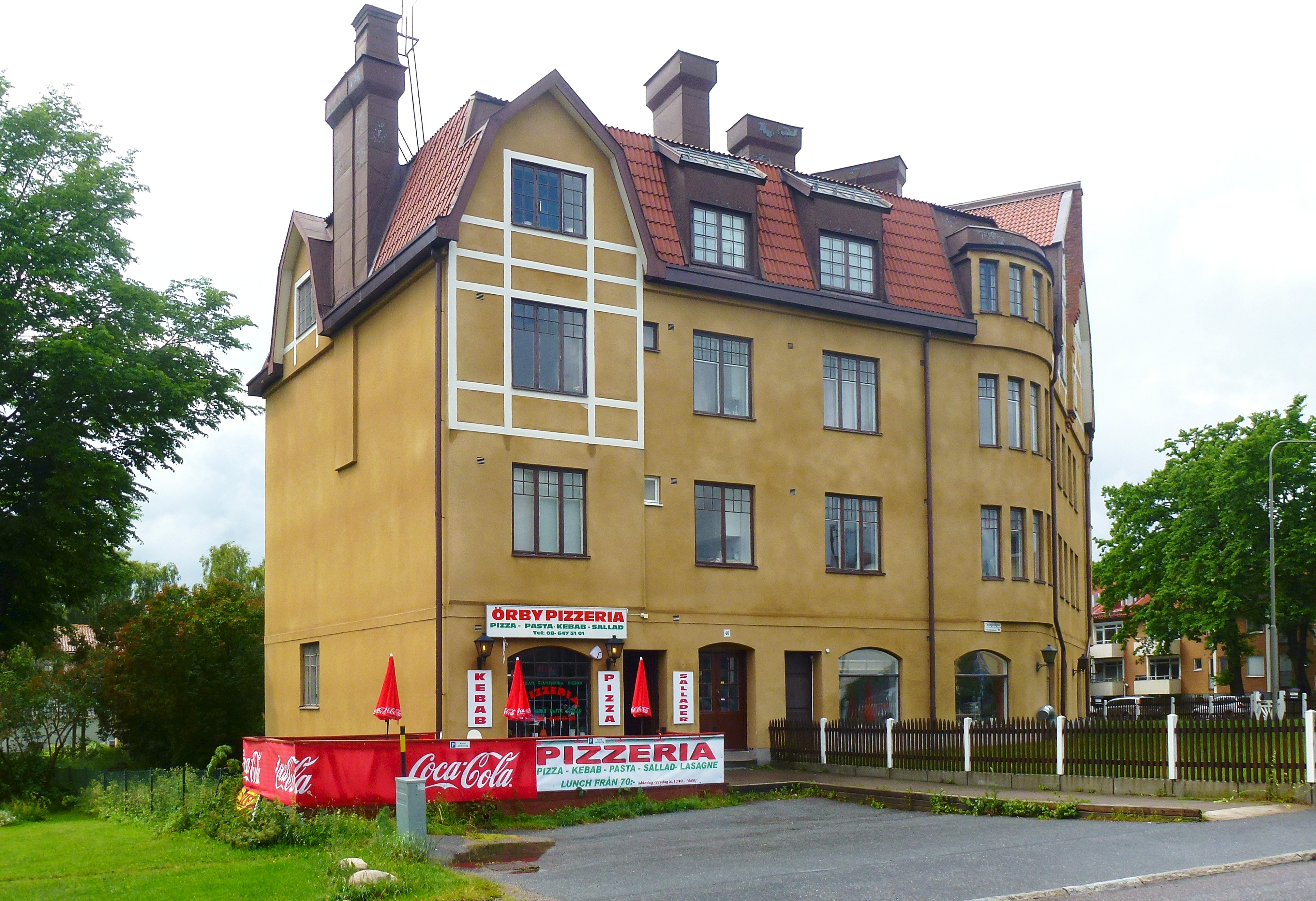
Fasad mot Turingevägen
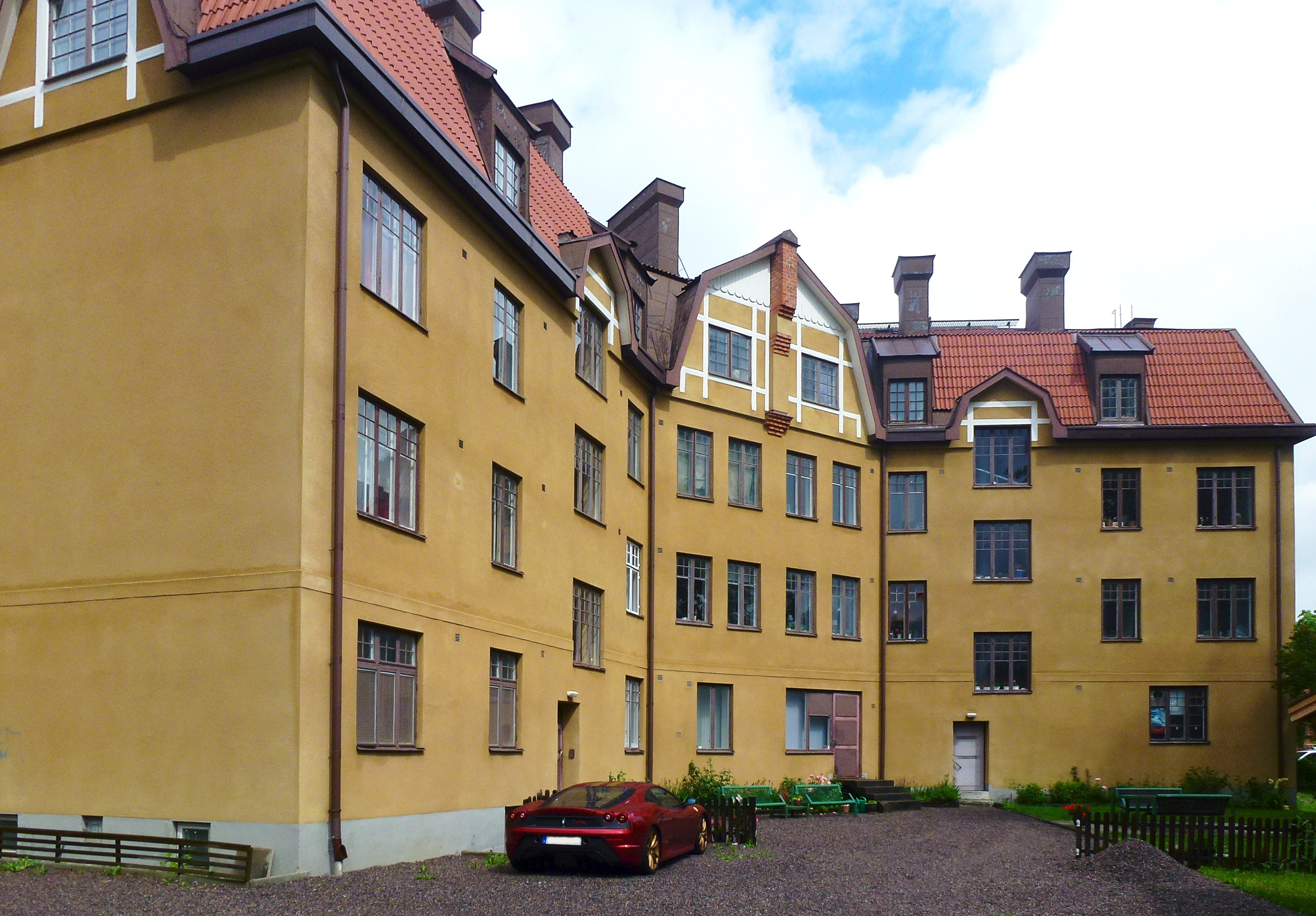
Gårdssidan
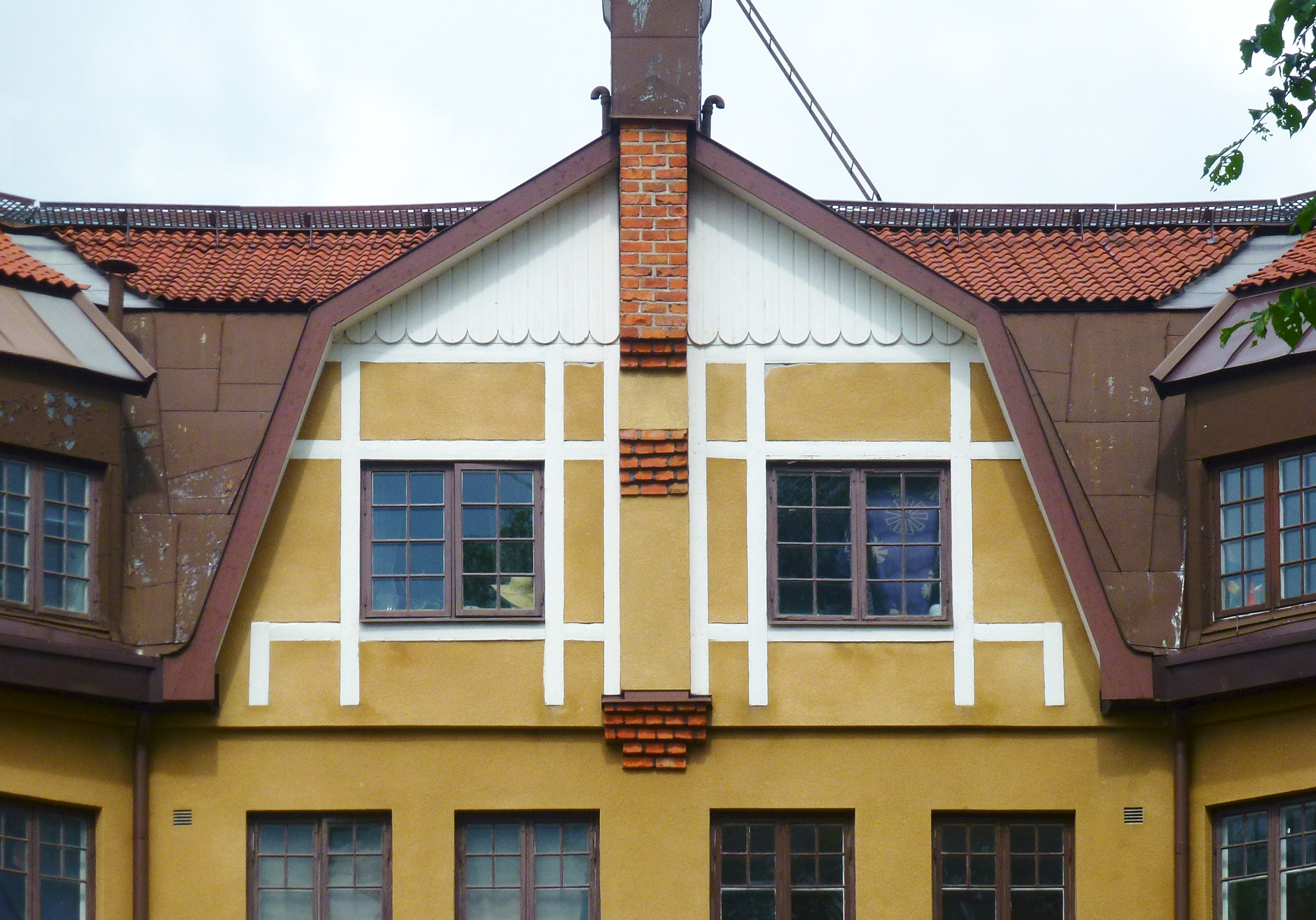
Detalj
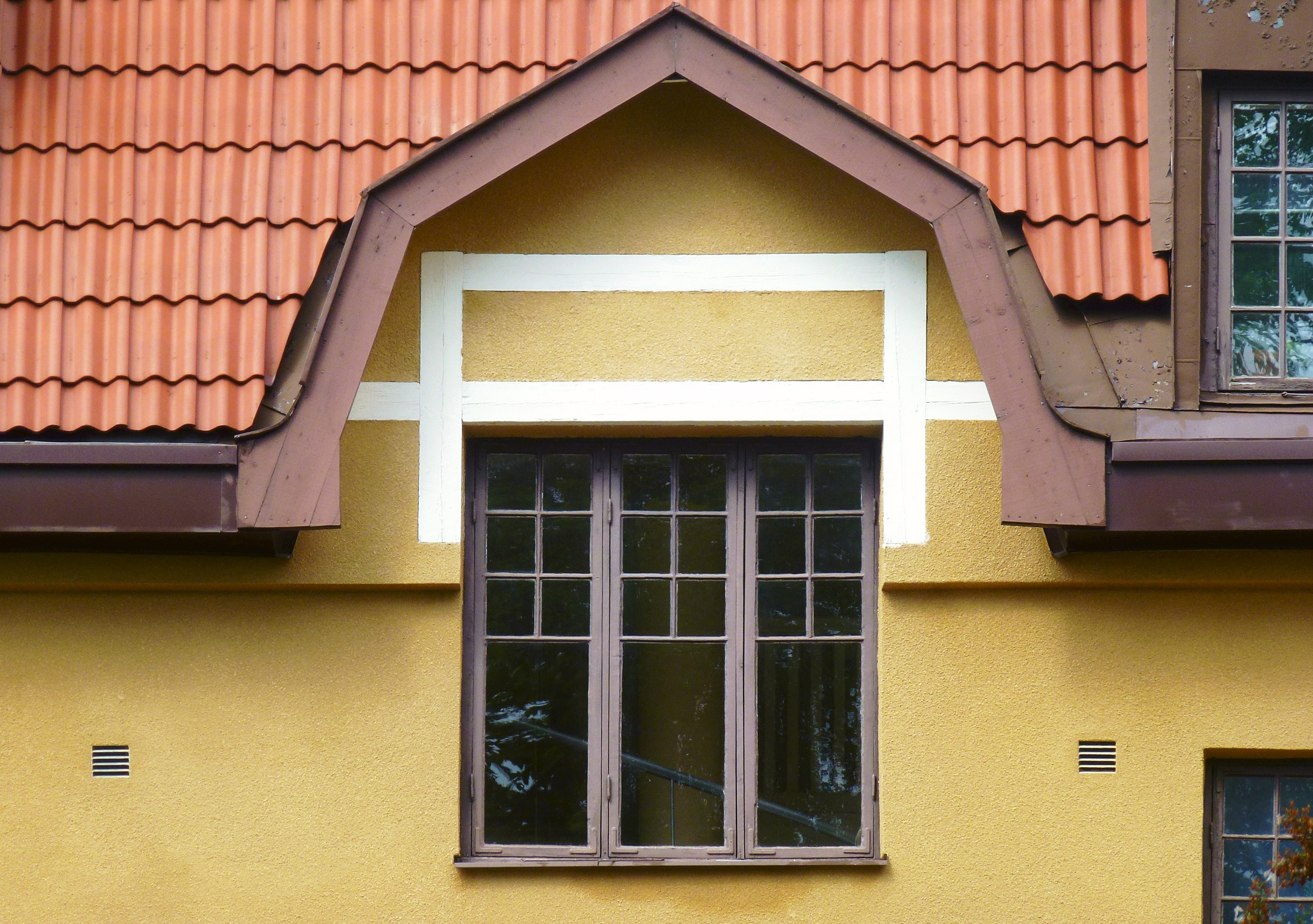
Detalj